# Trofeo Ciudad de Murcia
El Trofeo Ciudad de Murcia fue un torneo disputado en la ciudad de Murcia que se disputó entre 1967 y 1970. En 2017 y coincidiendo con el 50 aniversario de la creación de dicho torneo se jugó la quinta edición del citado torneo, pero posteriormente no continuó.

## Historia
En todas las ediciones participó, colaboró y/o organizó el club local de la ciudad: el Real Murcia CF.
Posteriormente a este Trofeo se disputaron otras ediciones con otras denominaciones y así se tiene, en 1973 el Torneo de las Ciudades y entre 1984-2000 (si bien sólo se jugaron las ediciones de 1984, 1993 y 2000) el Trofeo Región de Murcia, y posteriormente entre 2006 y 2015 se creó el  Trofeo Región 7 TV de Murcia, patrocinado por la televisión local y disputados en distintas localidades de Murcia como Cartagena, Mazarrón, Lorca y San Pedro del Pinatar.

## Palmarés
Los ganadores del torneo por año han sido:
Trofeo Ciudad de Murcia
| Año  | Edición | Campeón           | Resultado  | Subcampeón                 | Tercero           | Resultado | Cuarto        |
| ---- | ------- | ----------------- | ---------- | -------------------------- | ----------------- | --------- | ------------- |
| 1967 | I       | Elche CF          | 1-0        | CA Estudiantes de la Plata | Real Murcia CF    | 1-0       | RS Settat     |
| 1968 | II      | Real Murcia CF    | 1-0        | Elche CF                   | Vitória FC        | 3-1       | Portuguesa-RJ |
| 1969 | III     | Real Murcia CF    | triangular | Coritiba FC                | Valencia CF       | -         | -             |
| 1970 | IV      | LR Vicenza Virtus | triangular | Real Murcia CF             | Académica Coimbra | -         | -             |
| 2017 | V       | Real Murcia CF    | 2-0        | Elche CF                   | -                 | -         | -             |
| 2024 | VI      | Albacete Balompié | triangular | Real Murcia CF             | Hércules CF       | -         | -             |

Torneo de las Ciudades
| Año  | Edición | Campeón        | Resultado | Subcampeón           | Tercero    | Resultado | Cuarto       |
| ---- | ------- | -------------- | --------- | -------------------- | ---------- | --------- | ------------ |
| 1973 | I       | Real Murcia CF | 1-0       | Manchester United FC | CA Peñarol | 2-1       | Cartagena FC |

Torneo Región de Murcia
| Año  | Edición | Campeón        | Resultado  | Subcampeón     | Tercero    | Resultado | Cuarto |
| ---- | ------- | -------------- | ---------- | -------------- | ---------- | --------- | ------ |
| 1984 | I       | Real Murcia CF | triangular | CA River Plate | CA Peñarol | -         | -      |
| 1993 | II      | Real Murcia CF | triangular | Botafogo FR    | Albania XI | -         | -      |
| 2000 | III     | Real Madrid CF | 4-0        | Real Murcia CF | -          | -         | -      |

Torneo 7 TV Región de Murcia
| Año  | Edición-Lugar           | Campeón        | Resultado  | Subcampeón         | Tercero             | Resultado | Cuarto      |
| ---- | ----------------------- | -------------- | ---------- | ------------------ | ------------------- | --------- | ----------- |
| 2006 | I Cartagena             | Cartagena FC   | triangular | Lorca Deportiva CF | CF Ciudad de Murcia | -         | -           |
| 2007 | II Mazarrón y Cartagena | Cartagena FC   | 0-0 (pen)  | CF Atlético Ciudad | Lorca Deportiva CF  | 6-1       | Mazarrón CF |
| 2008 | III Cartagena           | Cartagena FC   | 1-1 (pen)  | Real Murcia CF     | -                   | -         | -           |
| 2009 | No disputado            | -              | -          | -                  | -                   | -         |             |
| 2010 | No disputado            | -              | -          | -                  | -                   | -         |             |
| 2011 | IV Lorca                | Real Murcia CF | triangular | Cartagena FC       | Lorca Atlético CF   | -         | -           |
| 2012 | No disputado            | -              | -          | -                  | -                   | -         |             |
| 2013 | No disputado            | -              | -          | -                  | -                   | -         |             |
| 2014 | No disputado            | -              | -          | -                  | -                   | -         |             |
| 2015 | V San Pedro del Pinatar | Cartagena FC   | 1-1 (pen)  | Real Murcia CF     | -                   | -         | -           |

## Campeones
| Real Murcia CF    | 7 | 1968, 1969 y 2017 (Ciudad de Murcia). 1973 (Torneo de las Ciudades). 1984 y 1993 (Región de Murcia). 2011 (Torneo 7 TV) |
| Cartagena FC      | 4 | 2006, 2007, 2008 y 2015 (Torneo 7 TV)                                                                                   |
| Elche CF          | 1 | 1967 (Ciudad de Murcia)                                                                                                 |
| LR Vicenza Virtus | 1 | 1970 (Ciudad de Murcia)                                                                                                 |
| Real Madrid CF    | 1 | 2000 (Región de Murcia)                                                                                                 |
| Albacete Balompié | 1 | 2024 (Ciudad de Murcia)                                                                                                 |